# Fabryczna Widzew
Fabryczna Widzew – obszar wyodrębniony w 2005 dla potrzeb Systemu Informacji Miejskiej w Łodzi. Znajduje się na Widzewie, i swoim zasięgiem obejmuje północno-zachodnią część osiedla administracyjnego Stary Widzew, o powierzchni niespełna 1 km². Jest jednym z najmniejszych obszarów SIM w całym mieście.
Na terenie obszaru nigdy nie znajdowały się większe fabryki, stąd pojawiły się głosy o nonsensowności takiej nazwy (podobnie, jak w przypadku sąsiedniego obszaru Fabryczna). Zapewne argumentem do takich nazw była bliskość dworca Łódź Fabryczna. Natomiast dla wielu łodzian do określenia tego obszaru bardziej pasowałaby nazwa „Wodny Rynek”, silniej zakorzeniona w świadomości mieszkańców.
Granice obszaru przebiegają odpowiednio:
- od północy: granica Widzewa/Śródmieścia (wzdłuż torów kolejowych linii 17 i 458, pomiędzy stacjami Łódź Fabryczna - Łódź Niciarniana)
- od wschodu: ul. dr. S. Kopcińskiego
- od południa: al. marsz. J. Piłsudskiego
- od zachodu: granica Widzewa/Śródmieścia (wzdłuż ul. Dowborczyków)